# Schemot (Sidra)

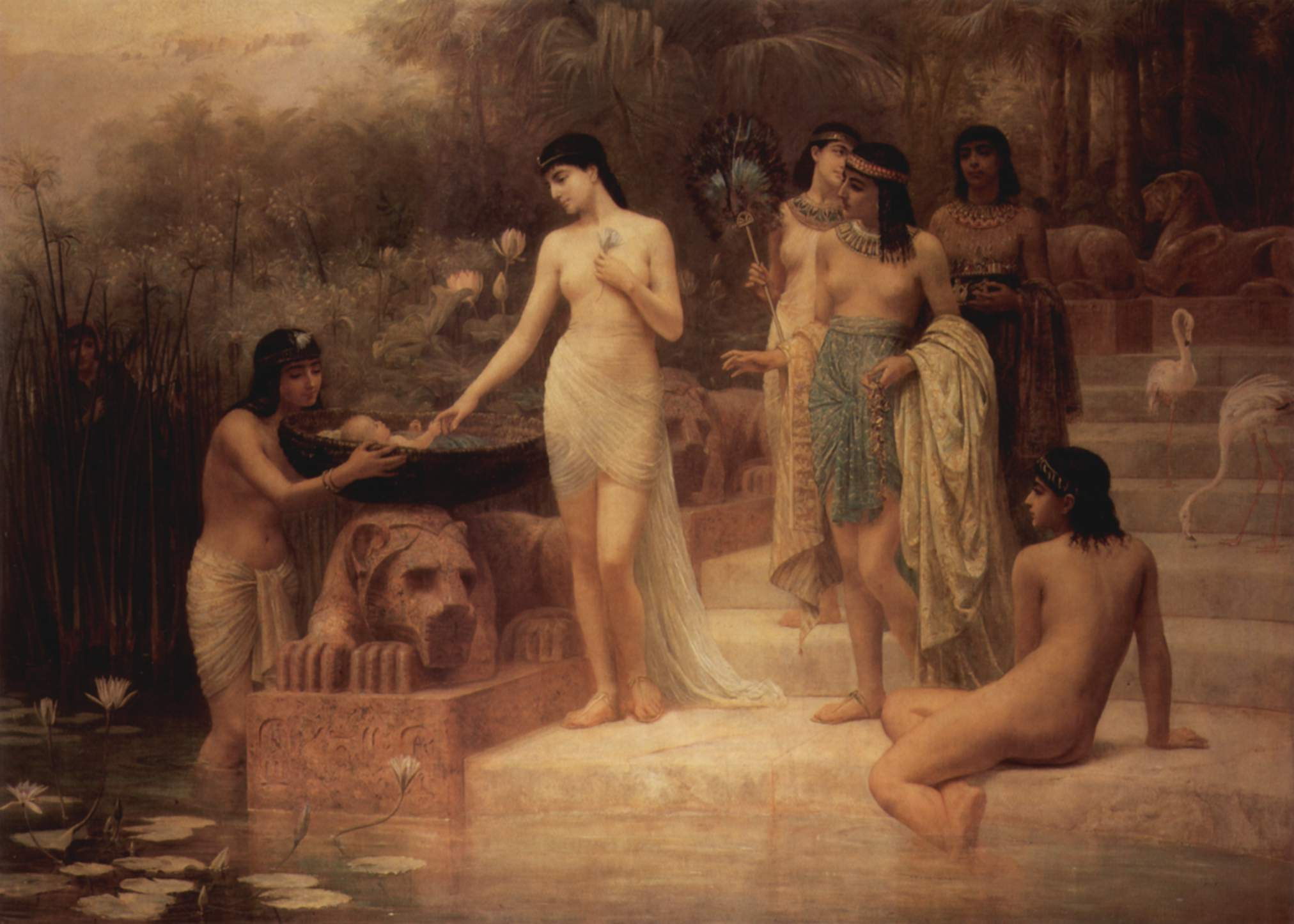
Die Tochter des Pharao findet Moses im Fluss (Gemälde von Edwin Long, 1886)

Schemot (Biblisches Hebräisch שְׁמוֹת ‚Namen‘) bezeichnet einen Leseabschnitt (Parascha oder Sidra genannt) der Tora und umfasst den Text Exodus/Schemot 1,1–6,1 (1 , 2 , 3 , 4 , 5 , 6,1  – ELB-Links: 1 , 2 , 3 , 4 , 5 , 6,1 ). „Schemot“ bezeichnet sowohl die Sidra, als auch das gesamte Buch Exodus im Hebräischen.
Es handelt sich um die Sidra des 3. oder 4. Schabbats im Monat Tewet.

## Wesentlicher Inhalt
- Aufzählung der Söhne Jakobs, die nach Ägypten gekommen waren
- Hinweis auf Josefs Tod
- Schilderung der Knechtung der Israeliten beim Aufbau der Städte Pithom und Ramses
- Befehl zur Tötung der hebräischen Knaben
- Geburt Moses, dessen Aussetzung in den Nil und Auffindung durch die Tochter Pharaos, Erziehung bei seiner Mutter, dann am Hofe des Pharao
- Flucht des Mose nach Midian wegen Tötung eines ägyptischen Aufsehers, Heirat mit Zippora, der Tochter des Priesters Reguel; Geburt Gerschoms
- Am Berg Horeb erscheint Gott dem Mose in einem brennenden, aber nicht verbrennenden Dornbusch und beauftragt ihn, Israel aus den Händen der Ägypter zu befreien
- Nach Moses wiederholter Weigerung und diversen Wunderzeichen kehrt Moses mit Frau und Kindern nach Ägypten zurück, schwebt unterwegs in Lebensgefahr, verkündet dem Volk die göttliche Botschaft der Befreiung und verlangt gemeinsam mit seinem Bruder Aaron unter Demonstration verschiedener Wunder die Freilassung Israels
- Verschärfung der Bedrückung, Vorwürfe des Volkes in Richtung Moses, Gottes Verheissung, der Pharao werde unter Zwang Israel in die Freiheit entlassen

## Haftara
Die zugehörige Haftara ist nach aschkenasischem Ritus Jesaja 27,6–28,13 (27,6–13 , 28,1–13  – ELB-Links: 27,6–13 , 28,1–13 ) und 29,22–23  ,
nach sephardischem Ritus Jeremia 1,1–2,3 (1 , 2,1–3  – ELB-Links: 1 , 2,1–3 ).